# Сулковський Федір Володимирович
Федір Володимирович Сулковський (16 травня 1894, місто Шавлі Ковенської губернії, тепер місто Шяуляй, Литва — розстріляний 27 листопада 1937, Москва, Російська Федерація) — радянський діяч, фінансист, голова Орловського губернського ревкому, голова Воронезького губвиконкому, уповноважений Центральної державної комісії із визначення урожайності по Українській СРР. Кандидат у члени ЦК КП(б)У в січні 1934 — травні 1937 року. Член Комісії радянського контролю при РНК СРСР у лютому 1934 — червні 1937 року.

## Біографія
Народився в родині судового пристава. У 1912 році закінчив Шавельську гімназію. З вересня 1912 по жовтень 1917 року — студент юридичного факультету Петроградського університету, репетитор у Петрограді.
Член РСДРП з осені 1914 по серпень 1918 року, меншовик-інтернаціоналіст.
У листопаді 1917 — серпні 1918 року — секретар продовольчої управи в Петрограді.
У вересні 1918 — березні 1919 року — секретар виконавчого комітету Орловської губернської ради; заступник завідувача Орловського губернського відділу народної освіти.
Член РКП(б) з вересня 1918 року.
У березні 1919 — січні 1920 року — голова Орловського губернського революційного комітету, член ради Орловського укріпленого району. Одночасно в березні 1919 — березні 1920 року — голова Орловської міської ради.
У березні — червні 1920 року — начальник політичного відділу Олександрівської залізниці в Москві.
У червні — листопаді 1920 року — начальник політичного відділу 2-ї Особливої армії та начальник політичного відділу Південно-Західної залізниці у Воронежі.
У жовтні 1920 — січні 1921 року — відповідальний секретар Воронезького губернського комітету РКП(б).
У лютому — жовтні 1921 року — голова виконавчого комітету Воронезької губернської ради.
У листопаді 1921 — червні 1922 року — завідувач відділу агітації і пропаганди Кінешемського повітового комітету РКП(б) Іваново-Вознесенської губернії.
У червні 1922 — квітні 1923 року — завідувач Іваново-Вознесенського губернського відділу народної освіти.
У квітні 1923 — червні 1924 року — завідувач відділу агітації і пропаганди Іваново-Вознесенського губернського комітету РКП(б).
У липні 1924 — червні 1925 року — завідувач відділу агітації і пропаганди Свердловського окружного комітету РКП(б).
У червні 1925 — березні 1926 року — завідувач організаційно-розподільного відділу Свердловського окружного комітету РКП(б).
З квітня 1926 по жовтень 1927 року — начальник Фінансово-економічного бюро в Москві.
У жовтні 1927 — червні 1928 року — начальник Головної ощадної каси СРСР у Москві.
У липні 1928 — квітні 1929 року — завідувач Нижньо-Волзького крайового відділу народної освіти в місті Саратові.
У квітні 1929 — 1930 року — завідувач фінансового відділу виконавчого комітету Нижньо-Волзької крайової ради. У 1930 — липні 1932 року — начальник фінансового управління виконавчого комітету Нижньо-Волзької крайової ради.
У травні 1932 — березні 1933 року — член колегії Народного комісаріату фінансів СРСР.
У березні 1933 — лютому 1934 року — уповноважений Центральної державної комісії із визначення урожайності і валового збору зернових культур при РНК СРСР по Українській СРР у Харкові.
У березні 1934 — 11 травня 1937 року — керівник групи фінансів і обліку Комісії радянського контролю при РНК СРСР. З травня по червень 1937 року — контролер Комісії радянського контролю при РНК СРСР.
28 червня 1937 року заарештований органами НКВС. Засуджений Воєнною колегією Верховного суду СРСР 27 листопада 1937 року до страти, розстріляний того ж дня. Похований на Донському цвинтарі Москви.
14 березня 1956 року реабілітований, 7 липня 1956 року посмертно відновлений у партії.